# Арабијска пустиња
Арабијска пустиња (арап. الصحراء العربية) је велико пустињско пространство које се пружа од Јемена, Персијског залива и Омана до Јордана и Ирака. Покрива највећи дио Арабијског полуострва са површином од 2.330.000 km². У њеном средишту је Руб ел Хали, једно од највећих подручја прекривених пијеском на свијету.
Само су ријетке животиње попут пустињске мачке, газела или неких врста гуштера прилагођене оваквим екстремним условима за живот. Клима је изразито сува, а температуре осцилирају од екстремних врућина до сезонских ноћних хладноћа. Ово екорегија има малу биолошку разноликости, премда овдје успјева неколико ендемских биљака. Многе врсте, попут пругасте хијене, шакала или медоједног јазавца који су раније насељавале ово подручје су изумрле због лова и уништавања станишта. Неке су врсте и заштићене.
У Арабијској пустињи се налазе велике залихе нафте и гаса.

## Географија
Ова пустиња се налази углавном у Саудијској Арабији и покрива већи део те земље. Простире се на суседне делове јужног Ирака, јужног Јордана, централног Катара, већи део емирата Абу Дабија у Уједињеним Арапским Емиратима (УАЕ), западни Оман и североисточни Јемен. Екорегион такође укључује већину Синајског полуострва у Египту и суседну пустињу Негев у јужном Израелу.

### Особине
- Пустиња Руб ел-Кали је седиментни басен који се протеже дуж осе од југозапада до североистока преко арапског појаса.[7] На надморској висини од 1.000 m (3.300 ft), стеновити пејзажи дају Руб ел-Кали, огромну пешчану бездан чија крајња јужна тачка прелази центар Јемена. Песак прекрива шљунковите или гипсане равнице, а дине достижу максималну висину до 250 m (820 ft). Песак је претежно силикатни, састављен од 80 до 90% кварца и остатка фелдспата, чија зрна обложена оксидом гвожђа боје песак наранџасто, љубичасто и црвено.
- Коридор пешчаног терена познат као пустиња Ад-Дахна повезује пустињу Ан-Нафуд (65.000 2 или 40.389 квадратних миља) на северу Саудијске Арабије са Руб ал-Кхалијем на југоистоку.
- Нагиб Тувајк је ескрап са 800 km (500 mi) дугим луком који укључује кречњачке литице, висоравни и кањоне.[8][9]
- Постоје слане равнице, укључујући и живи песак Ум ал Самима.[2]
- Вахибски песак у Оману је изоловано пешчано море које се граничи са источном обалом.[10][11]

## Клима
Арапска пустиња има суптропску, врућу пустињску климу, сличну клими пустиње Сахаре (највеће вруће пустиње на свету). Арапска пустиња је заправо продужетак пустиње Сахаре преко Арапског полуострва.
Клима је углавном сува. Већина области има око 100 mm (3,9 in) кише годишње. За разлику од пустиње Сахаре — од којих је више од половине хипераридно (са падавинама мањим од 50 mm (2,0 in) годишње) — Арапска пустиња има само неколико хипераридних подручја. Ове ретке најсушније области могу добити само 30 до 40 mm (1,6 in) кише годишње.
Индекс трајања сунчеве светлости у Арапској пустињи је веома висок по глобалним стандардима: између 2.900 сати (66,2% дневног светла) и 3.600 сати (82,1% дневног светла), али обично око 3.400 сати (77,6% дневног светла). Тако током целе године у региону преовладавају услови ведрог неба са доста сунца, а облачни периоди су ретки.
Видљивост на нивоу тла је релативно ниска, упркос сјају сунца и месеца, због прашине и влаге.
Температуре остају високе током целе године. У лето, у нижим пределима, просечне високе температуре су углавном преко 40 °C (104 °F). У изузетно ниским подручјима, посебно дуж Персијског залива (близу нивоа мора), летње температуре могу достићи 48 °C (118 °F). Просечне ниске температуре лети су обично преко 20 °C (68 °F), а на југу понекад могу да пређу 30 °C (86 °F). Рекордно високе температуре изнад 50 °C (122 °F) достигнуте су у многим областима пустиње, делом зато што је њена укупна надморска висина релативно ниска.

## Флора
Екорегион арапске пустиње има око 900 врста биљака.
Руб eл-Кали има веома ограничену флористичку разноликост. Постоји само 37 биљних врста, 20 забележено у главном делу песка и 17 око спољних ивица. Од ових 37 врста, једна или две су ендемичне. Вегетација је веома дифузна, али прилично равномерно распоређена, са неким прекидима скоро стерилних дина. Неке типичне биљке су Calligonum crinitum на падинама дина, Cornulaca arabica (сланица), Salsola stocksii (сланица) и Cyperus conglomeratus. Друге распрострањене врсте су Dipterygium glaucum, Limeum arabicum, и Zygophyllum mandavillei. Врло мало стабала се налази осим на спољној ивици (типично Acacia ehrenbergiana и Prosopis cineraria). Остале врсте су дрвенаста вишегодишња Calligonum comosum, и једногодишње биље као нпр. Danthonia forskallii.

## Фауна
Арапска пустиња има 102 аутохтоне врсте сисара. Домаћи сисари укључују арапског орикса (Oryx leucoryx), пешчану газелу (Gazella marica), планинску газелу (G. gazella), нубијског козорога (Capra nubiana), арапског вука (Canis lupus arabs), пругасту хијану (Hyaena hyaena), каракала (Caracal caracal), пешчана мачка (Felis margarita), црвена лисица (Vulpes vulpes) и ртски зец (Lepus capensis).
Азијски гепард и азијски лав некада су живели у Арапској пустињи.
Овај екорегион је дом за 310 врста птица.

## Људи, језик и културе
Ово подручје је дом неколико различитих култура, језика и народа, са исламом као доминантном вером. Главна етничка група у региону су Арапи, чији је примарни језик арапски.

### Насеобине
У центру пустиње лежи Ријад, главни град Саудијске Арабије, са више од 7 милиона становника. Други велики градови, као што су Дубаи, Абу Даби или Кувајт, леже на обали Персијског залива.

## Природни ресурси
Природни ресурси доступни у арапској пустињи укључују нафту, природни гас, фосфате и сумпор.

## Очување и претње
Претње по екорегион укључују прекомерну испашу стоке и дивљих камила и коза, криволов дивљих животиња и оштећење вегетације услед вожње ван пута.
Статус заштите пустиње је критичан/угрожен. У УАЕ, пешчана газела и арапски орикс су угрожени, а јазавци, шакали и пругасте хијене су већ истребљени.

### Заштићене области
Удео од 4,23% екорегије је у заштићеним подручјима.
Саудијска Арабија је успоставила систем резервата који надгледа Национална комисија за очување и развој дивљих животиња (NCWCD).
- Резерват Харат ел-Хара (12.150 km²), основан 1987. године, налази се на граници Јордана и Ирака и штити део камените базалтне пустиње Харат ел-Шам. Резерват обухвата груб терен црних базалтних громада и изумрлих вулканских чуњева из средњег миоцена. Он пружа станиште за преко 250 врста биљака, 50 врста птица и 22 врсте сисара.[2]
- Резерват Урук Бани Марид (12.000 km²) налази се на западној ивици Руб ел-Кали. Арапски орикс и пешчана газела поново су уведени у резерват 1995. године.
- Резерват козорога (200 km²) је јужно од Ријада. Штити нубијског козорога и поново уведену популацију планинских газела.[2]
- Специјални резерват природе Ал-Табаик се налази у северној Саудијској Арабији и штити популацију нубијских козорога.[2]

Заштићена подручја у Уједињеним Арапским Емиратима укључују заштићено подручје Ал Хубара (2492,0 km²), заштићено подручје Ал Гада (1087,51 km²), заштићено подручје арапског орикса (5974,47 km²), заштићено подручје Рамлах (544,44 km²) и заштићено подручје Ал Беда.